# Shell Key (Upper Keys)
Pour les articles homonymes, voir Shell Key (parc national des Everglades).
Shell Key est une île des Keys, archipel des États-Unis d'Amérique situé dans l'océan Atlantique au sud de la péninsule de Floride. Elle est située dans les Upper Keys et relève administrativement du comté de Monroe.